# Cremona
Cremona (cremonsky Cremuna) je italské historické město v oblasti Lombardie, hlavní město stejnojmenné provincie. Leží v rovině na levém břehu řeky Pád. Má 71 000 obyvatel a proslula především výrobou houslí. K jejím rodákům patří například Claudio Monteverdi (1567–1643) a věhlasný houslař Antonio Stradivari (1644–1737).

## Úsloví
Cremona vystupuje v latinském úsloví Unus Petrus in Roma, unus portus in Ancona, una turris in Cremona, tj. Jeden Petr v Římě, jeden přístav v Ankoně, jedna věž v Cremoně. Snad v 16. století, za doby největšího věhlasu rakovnického piva, bylo v Čechách doplněno o “... una ceres Raconae,” česky Jeden Petr v Římě, jeden přístav v Anconě, jedna věž v Cremoně, jedno pivo v Rakovníku.

## Historie

Historická vlajka města

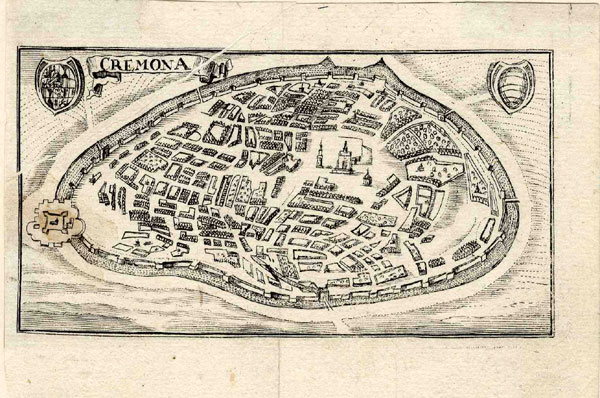
Cremona kolem roku 1570

Cremona existovala už jako keltská (galská) osada a od roku 218 př. n. l. jako římská kolonie, ale ve středověku byla opakovaně devastována barbarskými nájezdy, a pak válkami mezi císařskými a papežskými vojsky (načas byla i hlavním opěrným bodem Friedricha I. Barbarossy a později jeho vnuka Friedricha II.). V roce 1334 však připadla Milánu a od té doby s ním sdílela společné osudy až do sjednocení Itálie v 19. století.

## Pamětihodnosti
- Radnice (Palazzo Comunale) z let 1206–1246 (při renesanční přestavbě dostal nynější terakotovou podobu). Jsou v něm uloženy čtyři vzácné housle – od B. Guarneriho del Gesù, od Andrey Amatiho, Niccola Amatiho a Antonia Stradivariho.
- Na druhé straně katedrály jsou arkády Loggie dei Militi (lodžie vojáků) z roku 1292 v gotickém stylu, kde se dříve scházela městská šlechta. Dnes je to válečný pomník.
- Stradivariho muzeum v Palazzo Affaitati (1561) v ulici Via Ugolani severozápadně od centra. Má sbírku více než 700 houslí, viol, violoncell a kytar slavných mistrů, dále akustických diagramů a vyřezávaných ornamentů. Ve stejné budově sídlí též Pinakotéka s díly domácích i evropských mistrů renesance.

### Kostely

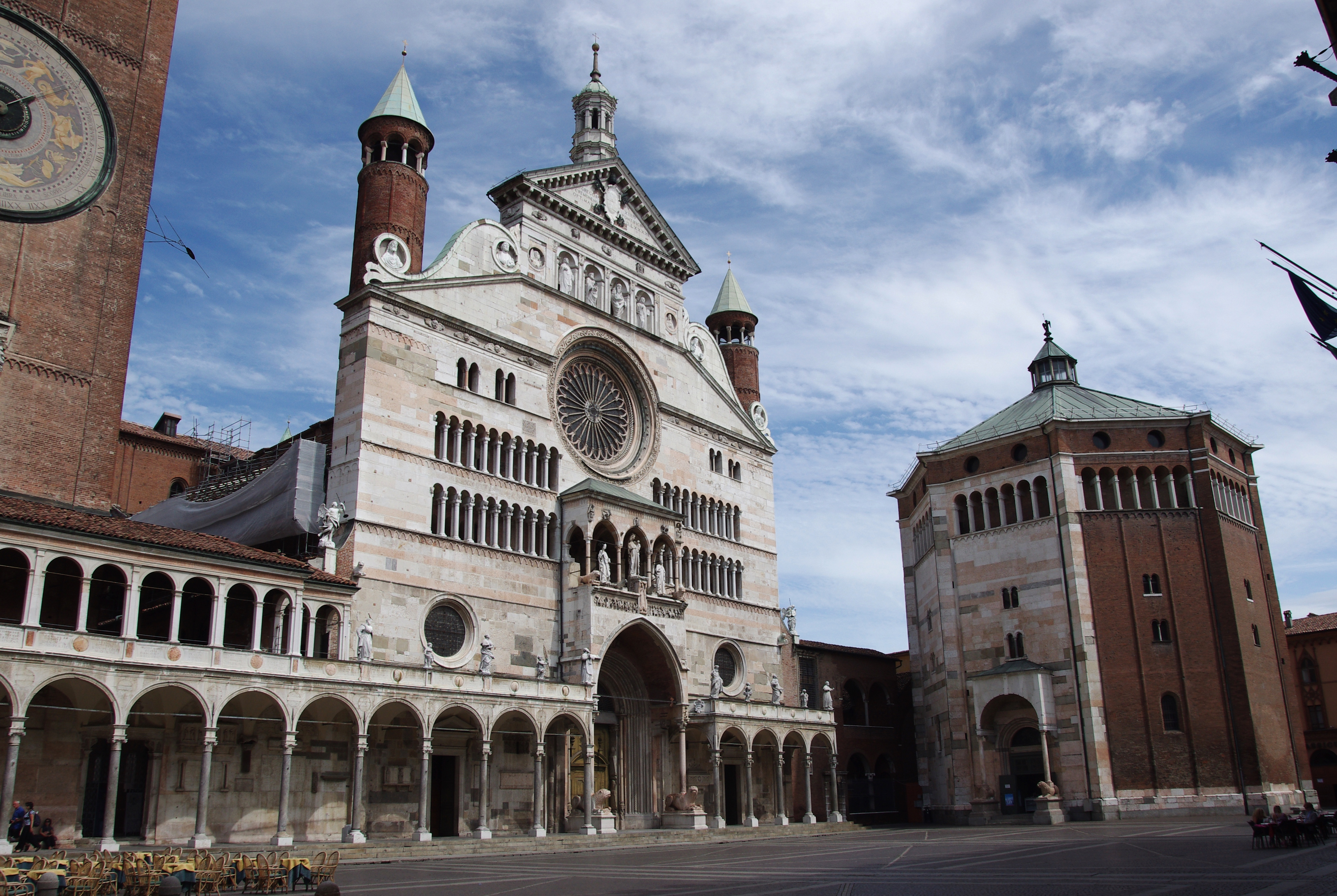
Dóm a baptisterium

- Katedrála Nanebevzetí Panny Marie (Duomo) je hlavní turistickou atrakcí. Byla postavena v lombardsko-románském stylu počátkem 12. století a dokončena renesančně, jak ukazuje i mramorová fasáda, s velkou růžicí ze 13. století a množstvím jemných detailů, včetně malého portika se sochami Panny Marie a světců. Interiér dómu je vyzdoben freskami z raného 16. století, vlámskými tapisériemi a malbami v bočních kaplích. Cenný je portál s gotickou předsíní na sloupech, podpíraných románskými lvy. Na hlavicích sloupů jsou výjevy z rytířské poezie (Roland dující na roh, Karel Veliký aj.) Vnitřek chrámu je vyzdoben renesančními freskami z let 1505–1573, výjevy z Nového zákona vytvořili Boccaccio Boccaccino, Romanino da Brescia a jiní malíři. Cenné jsou i chórové lavice z roku 1490 a bruselské tapisérie se Samsonovými příběhy ze 17. století.
- Vedle dómu stojí mohutné osmiboké románské baptisterium (křestní kaple), založené roku 1167 a v renesanci upravené.
- Zvonice Torrazzo o výšce 112,7 m z let 1230–1309, s katedrálou spojená loggií, je jedna z nejvyšších v Evropě. Ve čtvrtém patře je největší orloj na světě z 15. století se strojem z let 1583–1588. Z vrcholku je široký rozhled na město i okolí.
- San Agostino je gotický augustiniánský kostel z roku 1339 s cennou vnitřní výzdobou.
- San Pietro del Po je kostel z 16. století s dobovou štukovou a freskovou výzdobou.
- San Sigismondo je renesanční kostel na východním okraji Cremony, kde se v roce 1441 konala svatba Francesca Sforzy a Biancy Viscontiové. Na paměť této události jej dal pak Francesco Sforza v roce 1463 upravit. Vnitřek je vyzdoben malbami z 16. století, oltářními obrazy a freskami členů cremonské školy (rodina Campiů, Gatti a Boccaccino).

### Galerie

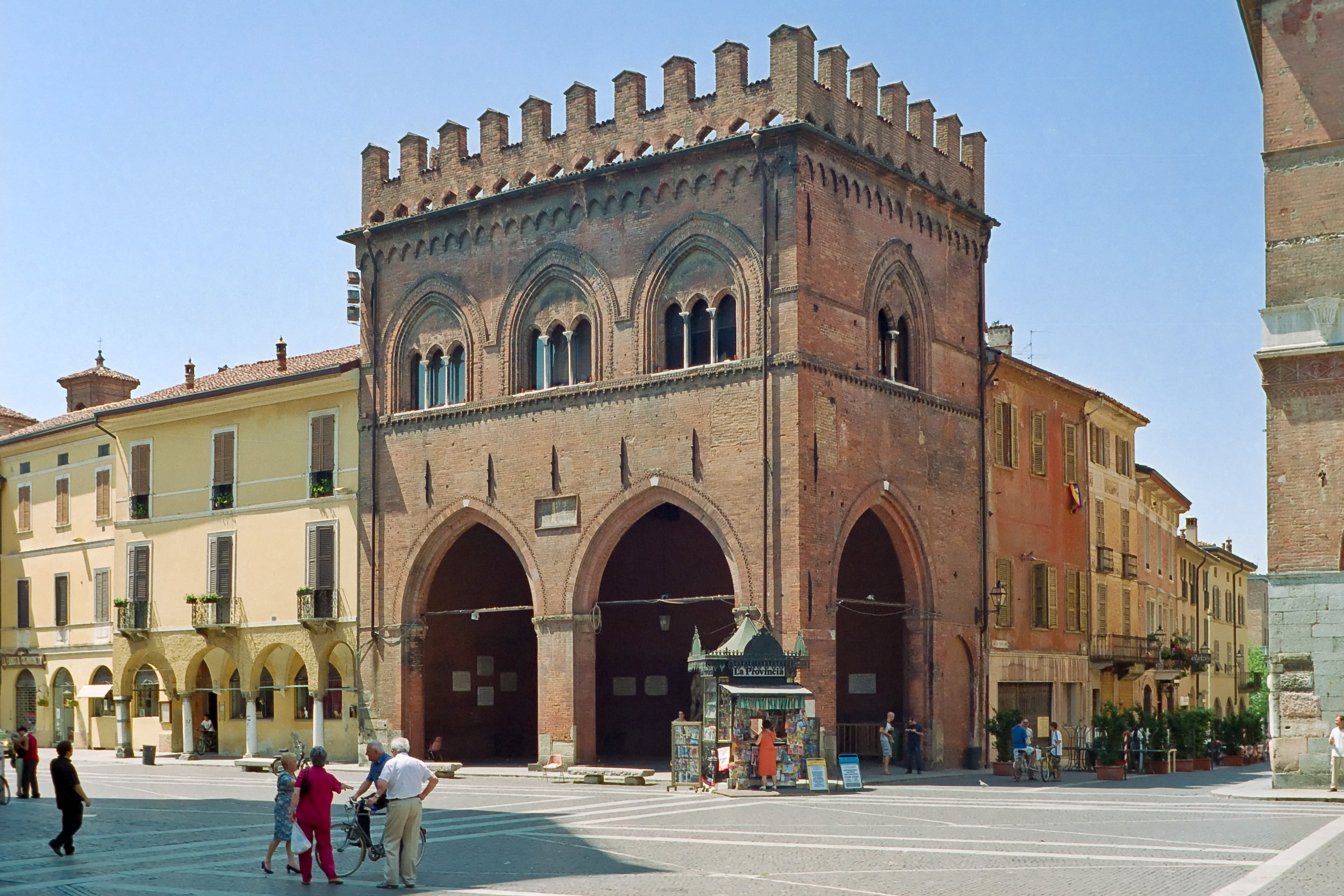
Loggia dei Militi
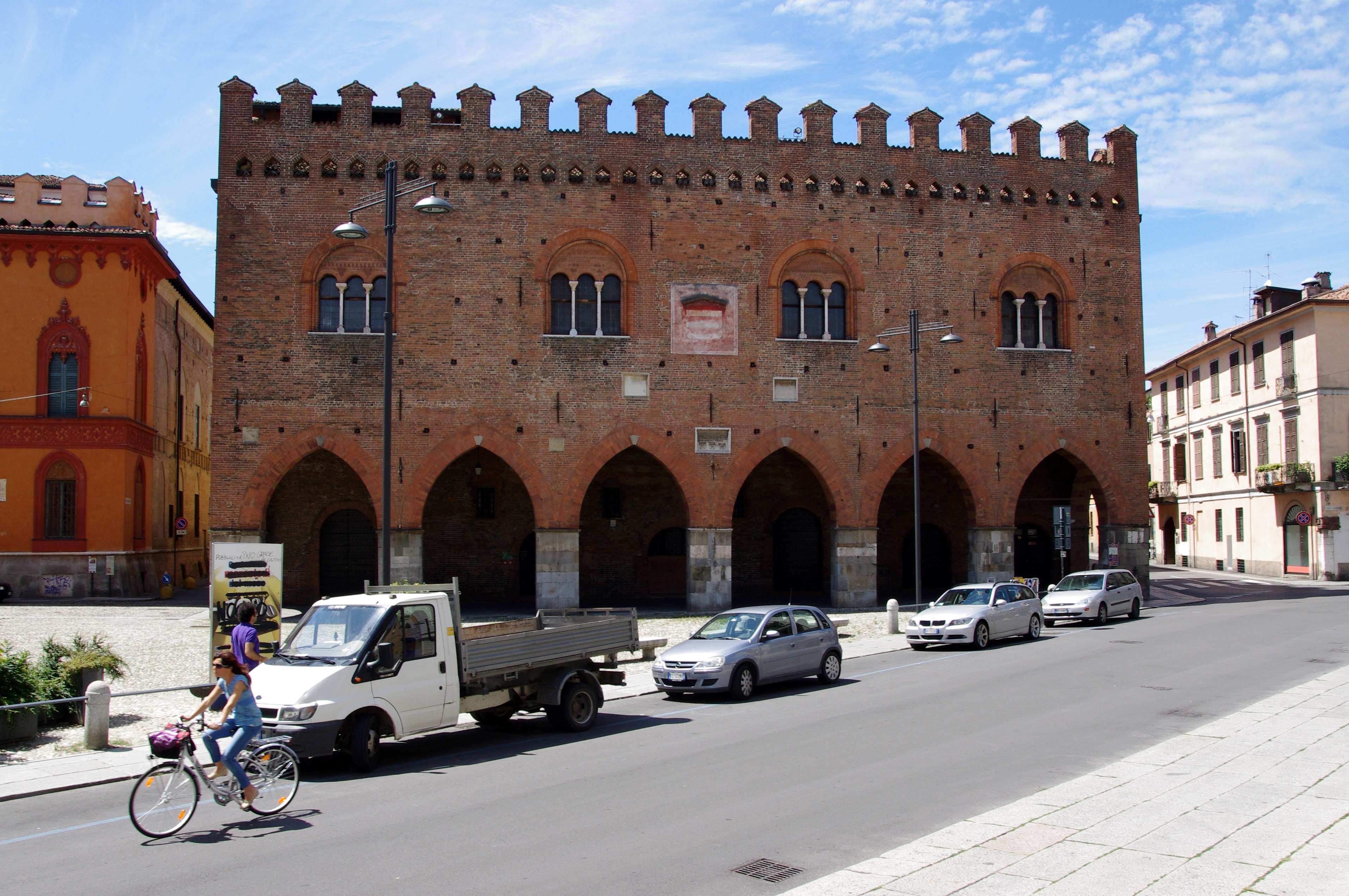
Palazzo Cittanova
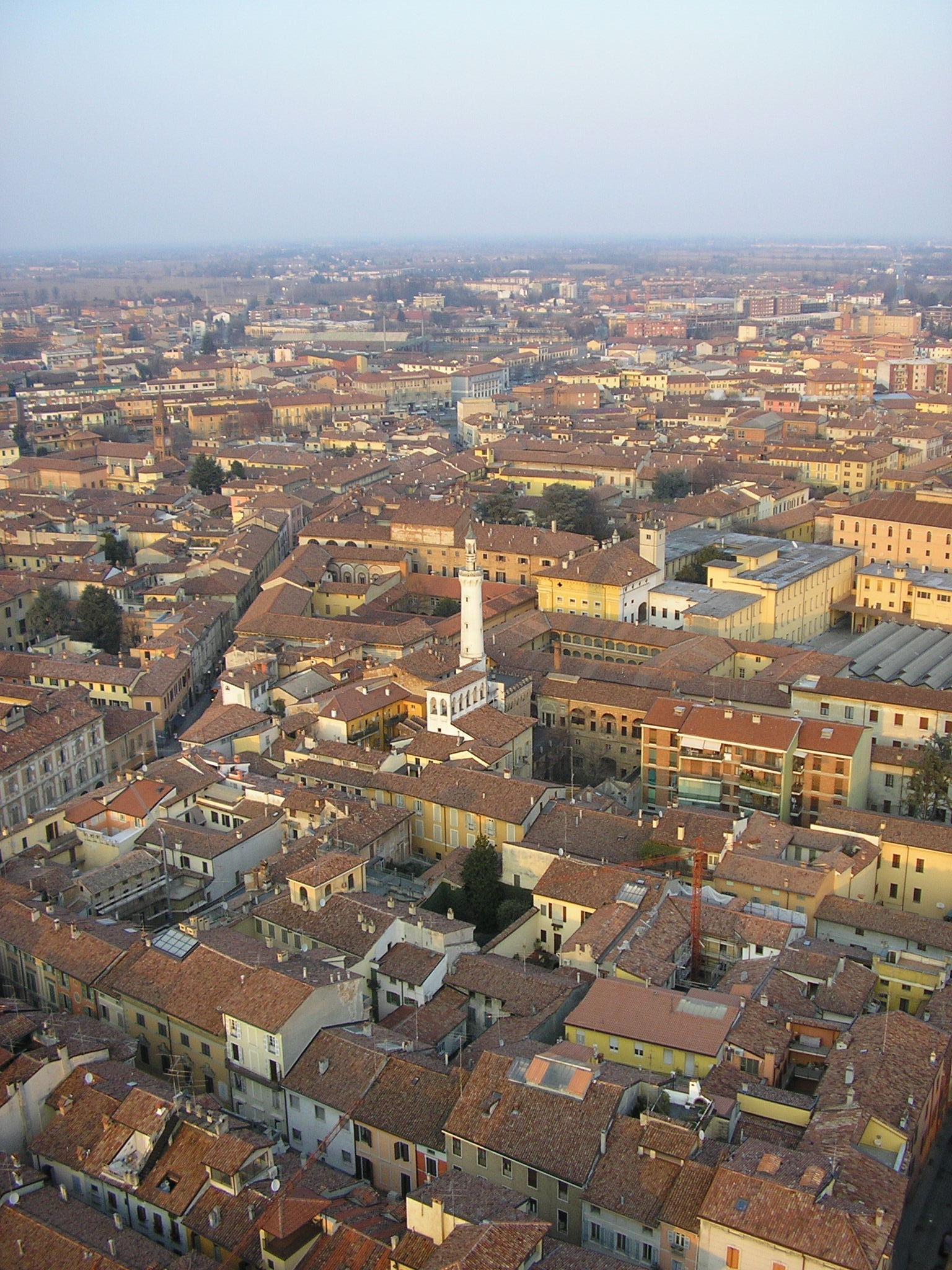
Střed města z věže dómu (Torazzo)

## Antonio Stradivari a jeho housle

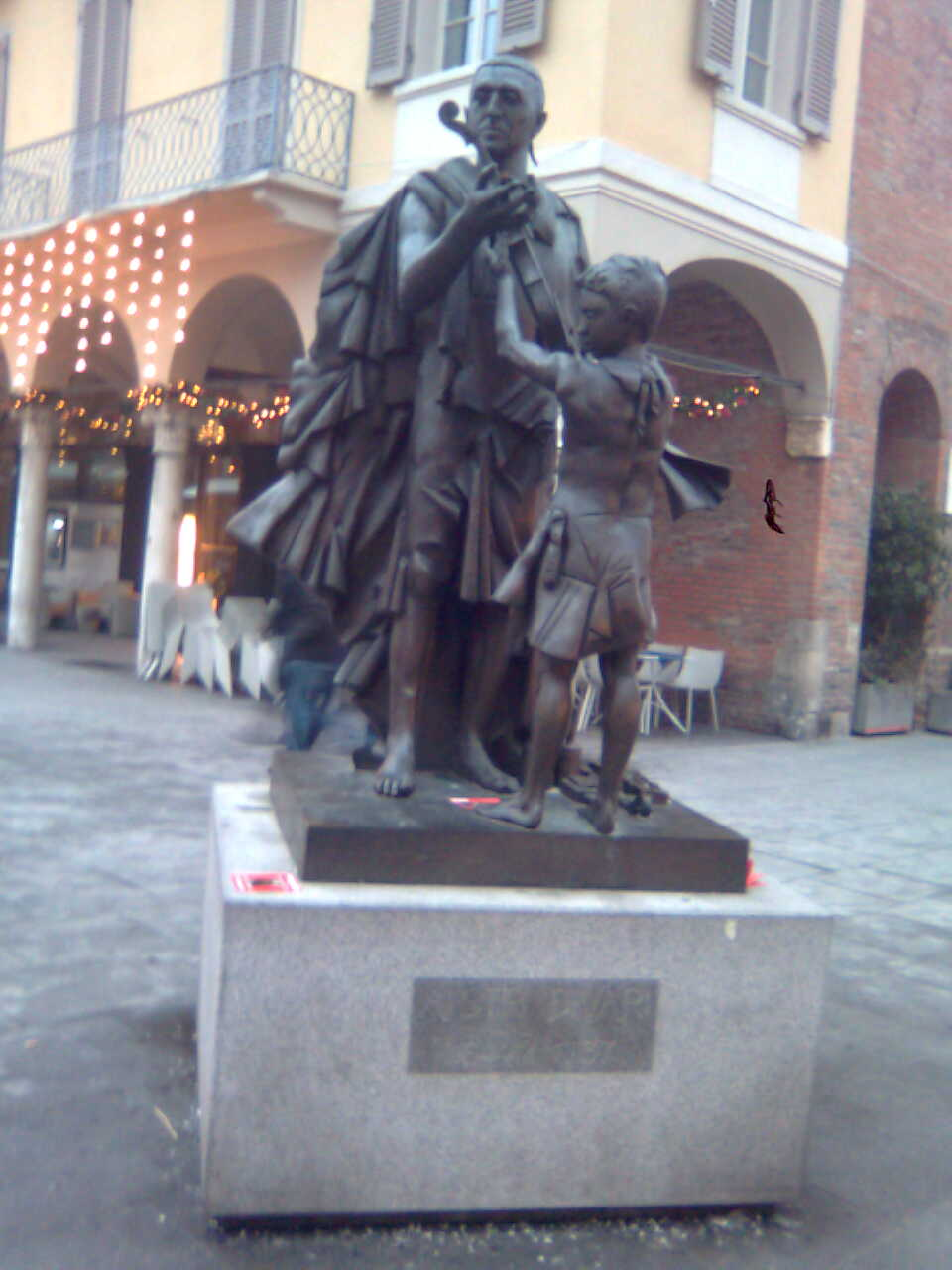
Socha Antonia Stradivariho

Housle spatřily světlo světa v Cremoně. První nástroj zhotovil houslař Andrea Amati ve 30. letech 16. století a pro svůj lepší zvuk (oproti středověkým skřipkám) si záhy získal oblibu u královských dvorů po celé Evropě.
Ale byl to až Antonio Stradivari, žák vnuka Andrey Amatiho, Niccola, který dovedl toto řemeslo do dokonalosti. Z jeho dílny vyšlo více než 1100 nástrojů, z nichž přes 400 se dochovalo dodnes. Žádná moderní technologie zatím nedokáže vytvořit housle s lepším zvukem. Obdivovatele tohoto mistra by neměli vynechat Museo Stradivariano, Palazzo del Comune ani houslařův náhrobek na Piazza Roma.

## Průmysl
Jak již bylo řečeno, město proslulo především výrobou houslí. Má však také četné průmyslové závody, především strojírenské (výroba zemědělských strojů) a potravinářské. Jižně od města, u Contemaggiore, jsou ložiska ropy a zemního plynu. Větší význam má ale jako kulturní středisko.

## Vývoj počtu obyvatel
Počet obyvatel

## Slavní rodáci
- Gerard z Cremony (1114–1187), italský matematik, který svým překladem z arabštiny "znovuobjevil" Ptolemaiovu astronomii
- Claudio Monteverdi (1567–1643), hudební skladatel, jeden z otců italské opery
- Niccolò Amati (1596–1684), italský houslař
- Antonio Stradivari (1644–1737), italský houslař
- Ugo Tognazzi (* 1922–1990), italský herec, režisér a scenárista

## Partnerská města
- Alaquàs, Španělsko
- Krasnojarsk, Rusko